# Israël Eldad
Pour les articles homonymes, voir Scheib.
Vous pouvez aider à l'améliorer ou bien discuter des problèmes sur sa page de discussion.
- Il ne cite pas suffisamment ses sources. Vous pouvez indiquer les passages à sourcer avec {{référence nécessaire}} ou {{Référence souhaitée}}, et inclure les références utiles en les liant aux notes de bas de page. (Marqué depuis avril 2024)
- Certaines informations devraient être mieux reliées aux sources mentionnées dans la bibliographie ou les liens externes. Améliorez sa vérifiabilité en les associant par des références. (Marqué depuis avril 2024)

- Archive Wikiwix
- Bing
- Cairn
- DuckDuckGo
- E. Universalis
- Gallica
- Google
- G. Books
- G. News
- G. Scholar
- Persée
- Qwant
- (zh) Baidu
- (ru) Yandex
- (wd) trouver des œuvres sur Wikidata

Israël Eldad, né Israel Scheib le 11 novembre 1910 à Pidvolotchysk en Galicie (aujourd'hui en Ukraine, alors en Autriche) et mort le 22 janvier 1996 à Jérusalem, est un penseur, essayiste politique et enseignant israélien, considéré comme un des idéologues principaux du mouvement sioniste extrémiste Lehi.
Il participe en 1948 à la préparation de l’assassinat du médiateur des Nations unies Folke Bernadotte. Après la création de l’État d’Israël, il s'oppose au gouvernement travailliste et défend sa vision d’un « Grand Israël », du Nil à l’Euphrate.

## Biographie

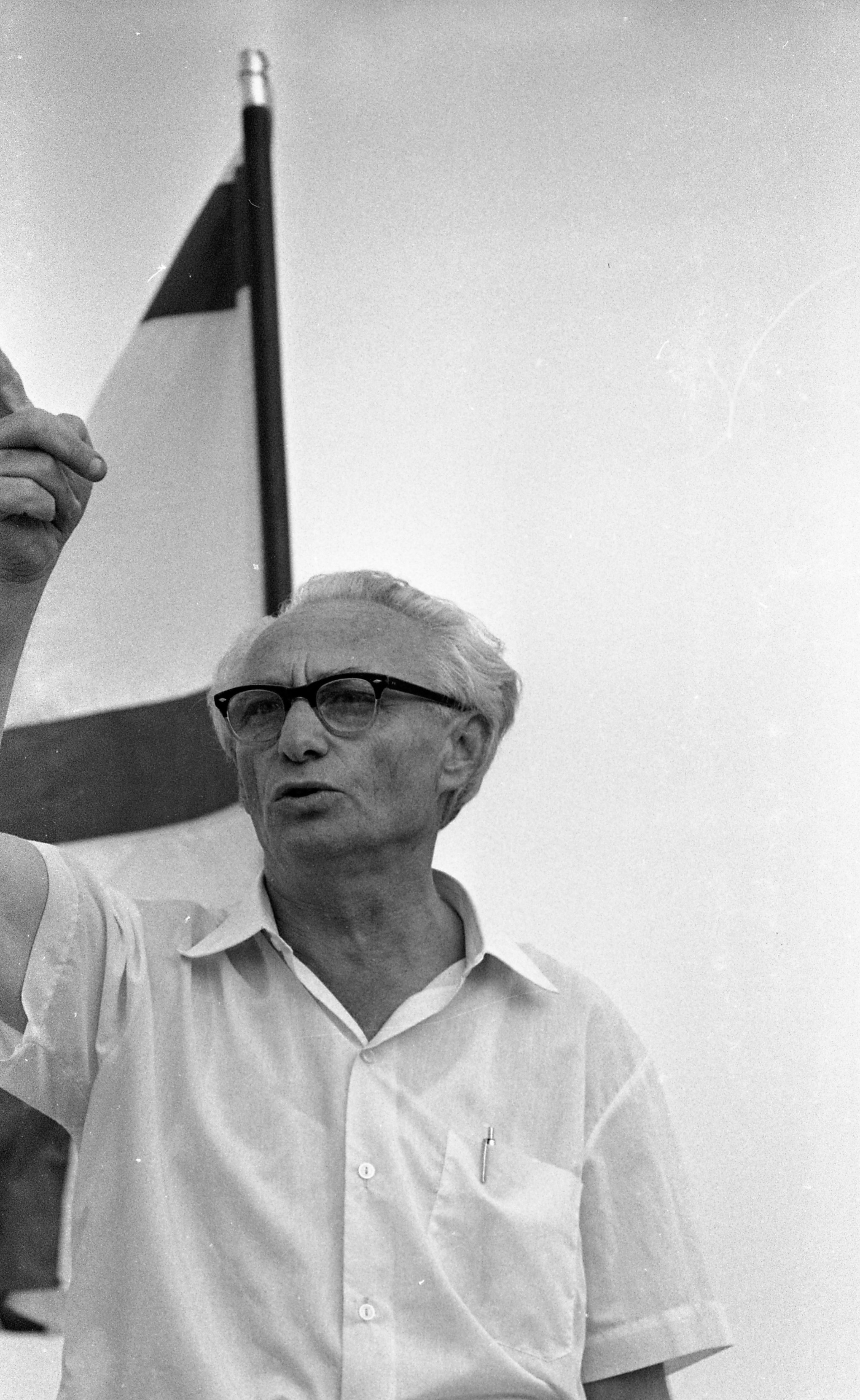
Eldad, 1969.

Il poursuit ses études à Vienne où il devient docteur en philosophie après un passage par le séminaire rabbinique. Après des activités didactiques et aussi politiques dans le mouvement juif Betar en Pologne à  Volkovisk, à Vilnius et à Varsovie, en 1941, il émigre en Palestine et rejoint le Lehi.
Israël Eldad fut un porte-parole du Lehi et publia des articles qui furent collés la nuit à travers tout le pays. Ses articles étaient d'une prose si incisive et bien formulée que de nombreux membres de la Haganah furent convaincus de ne pas participer à des opérations de répression  contre le Lehi.

Alors qu'il était poursuivi par des soldats britanniques, Eldad tomba d'un immeuble de trois étages et se brisa le dos. Il a passé deux ans dans un corset tout en étant emprisonné. Alors qu'il fut accompagné à l'hôpital afin de se faire déplâtrer, des membres du Lehi lancèrent une opération afin de le libérer.

À la mort d'Avraham Stern en 1942, le leadership du Lehi se réorganisa autour de Israël Eldad, Nathan Yalin-Mor et Yitzhak Shamir.

C'est sous la direction de ces 3 hommes que l'assassinat de Folke Bernadotte (médiateur de l'Organisation des Nations unies) est décidé en août 1948 et exécuté le 17 septembre 1948.
Après l'indépendance de l'État d'Israël, il devient un critique virulent du gouvernement et de la société israélienne et lance une revue : Sullam (échelle). Il prône au début le rétablissement du Royaume d'Israël et l'extension des frontières du Nil à l'Euphrate.

Eldad est très critique de tous les partis politiques israéliens qui traitent l'État comme une créature purement politique et ignorent ses dimensions messianiques et bibliques.

Pour Eldad, l'indépendance politique d'Israël n'est pas l'aboutissement du sionisme. Pour lui, cela serait la construction du Troisième Temple à Jérusalem, étant donné que la destruction du Temple par les Romains a amené la dispersion des Juifs en diaspora, la reconstruction du Temple renouerait la véritable souveraineté du peuple Juif sur la Terre d'Israël.

En 1969 il a créé son propre groupe politique de droite, restreint et éphémère: Le Mouvement des Fidèles à la Terre d'Israël et essaya sans succès de se faire élire à la Knesset sur ce ticket.

Il se déclarera satisfait de sa défaite considérant que son idéologie ne lui permettrait pas de faire les choix pragmatiques de la politique.
Plus tard, Rehavam Zeevi, président de Moledet, parti défendant le  transfert des Palestiniens en Jordanie, demandera à Eldad de devenir tête de liste. Âgé, il refusa mais accepta la place symbolique du 120e candidat sur la liste.
Après la Guerre des Six Jours, il devient un des plus fervents partisans de l'annexion de la Judée-Samarie (Cisjordanie), du Sinaï, de la bande de Gaza et du Golan. Eldad lança la revue Zu Haaretz, le bulletin du Mouvement pour l'intégrité de la Terre d'Israël (mouvement qui fut au commencement populaire parmi beaucoup de personnalités du pays, comme Agnon, Alterman, Hazaz,Itzhak Tabenkin, Isser Harel, Uri Zvi Greenberg etc), qui, dans l'enthousiasme général de la victoire dans la Guerre de Six Jours  demandait la préservation de la Judée - Samarie (Cisjordanie) pour toujours.

Israel Eldad était pratiquement disposé, comme son fils Aryé, de nos jours, dans le cadre d'un règlement politique avec les Arabes, à renoncer aux prétentions, légitimes dans ses yeux, au territoire de la Transjordanie en faveur de la création là-bas d'un état dans lequel les Arabes palestiniens pourraient gagner leur droit d'auto-détermination et résoudre le problème humanitaire de leurs réfugiés.
Plus tard, il fut extrêmement critique des Accords d'Oslo, en étant préoccupé par le problème de la sécurité des Juifs israéliens.

Il rédigea plusieurs ouvrages dont La Révolution juive, un commentaire biblique et une anthologie de ses articles de presse.

Pendant le  gouvernement de Ben Gourion, sa carrière d'enseignant de la Bible au lycée "Gymnasium Herzliya" à  Tel Aviv souffrit des mesures de persécution - il fut démis et seulement à la suite de l'intervention de la Haute Cour de Justice fut réintégré dans son poste.

Ensuite, étant érudit  en histoire biblique et juive, et spécialiste, entre autres, dans la philosophie de Nietzsche et la poésie de Uri Zvi Greenberg, il fut maître de conférences de sciences humaines au Technion de Haïfa.

Jusqu'à sa mort, il écrira de façon prolifique dans divers journaux israéliens.

Il meurt le 22 janvier 1996 à Jérusalem et est enterré au cimetière juif du mont des Oliviers, aux côtés de son ami, le poète nationaliste Uri Zvi Greenberg.
Il est le père du médecin et politicien de droite, le professeur Arié Eldad.